# Schloss Mikulov

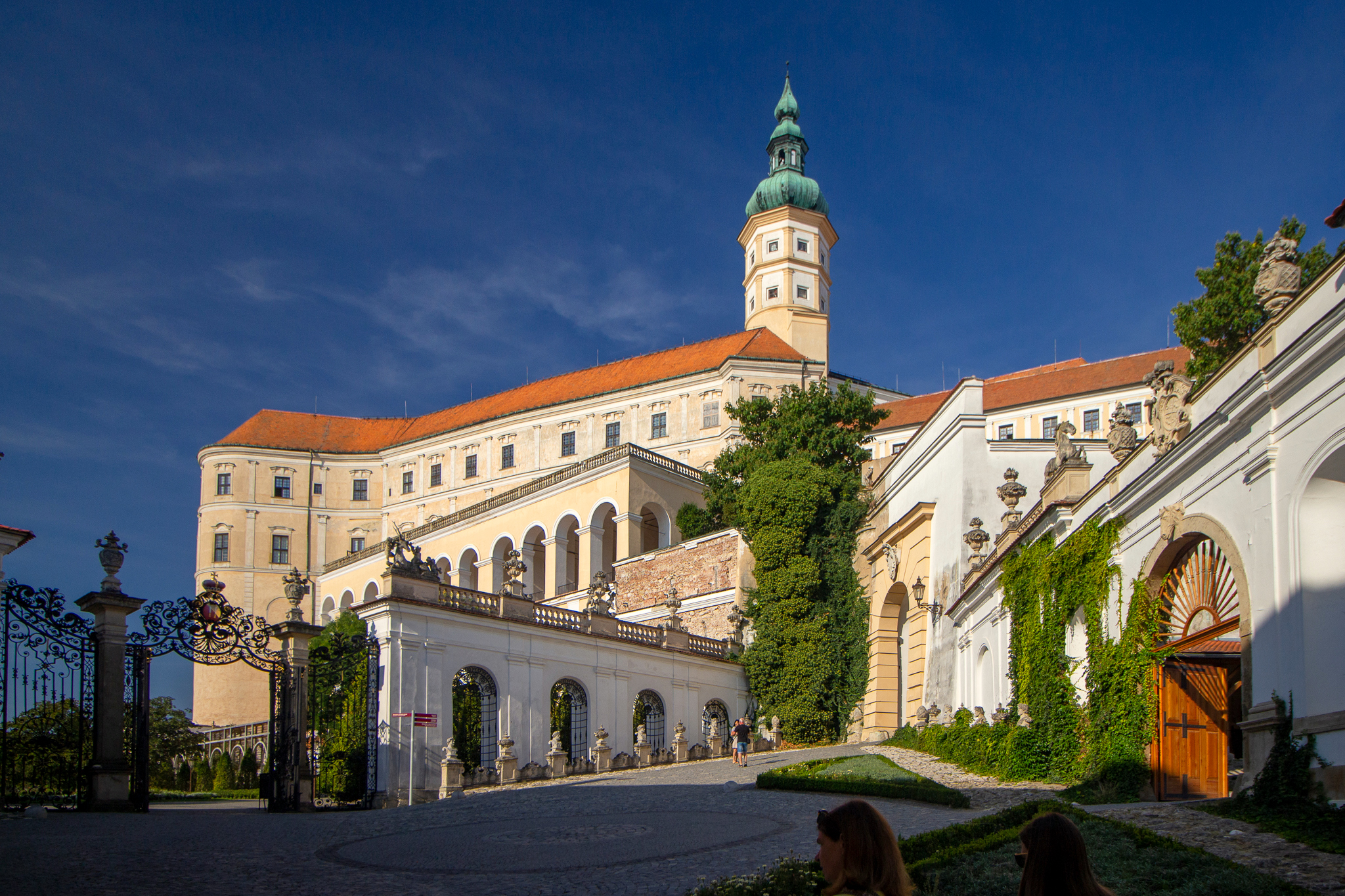
Panorama-Ansicht des Schlosses im September 2023

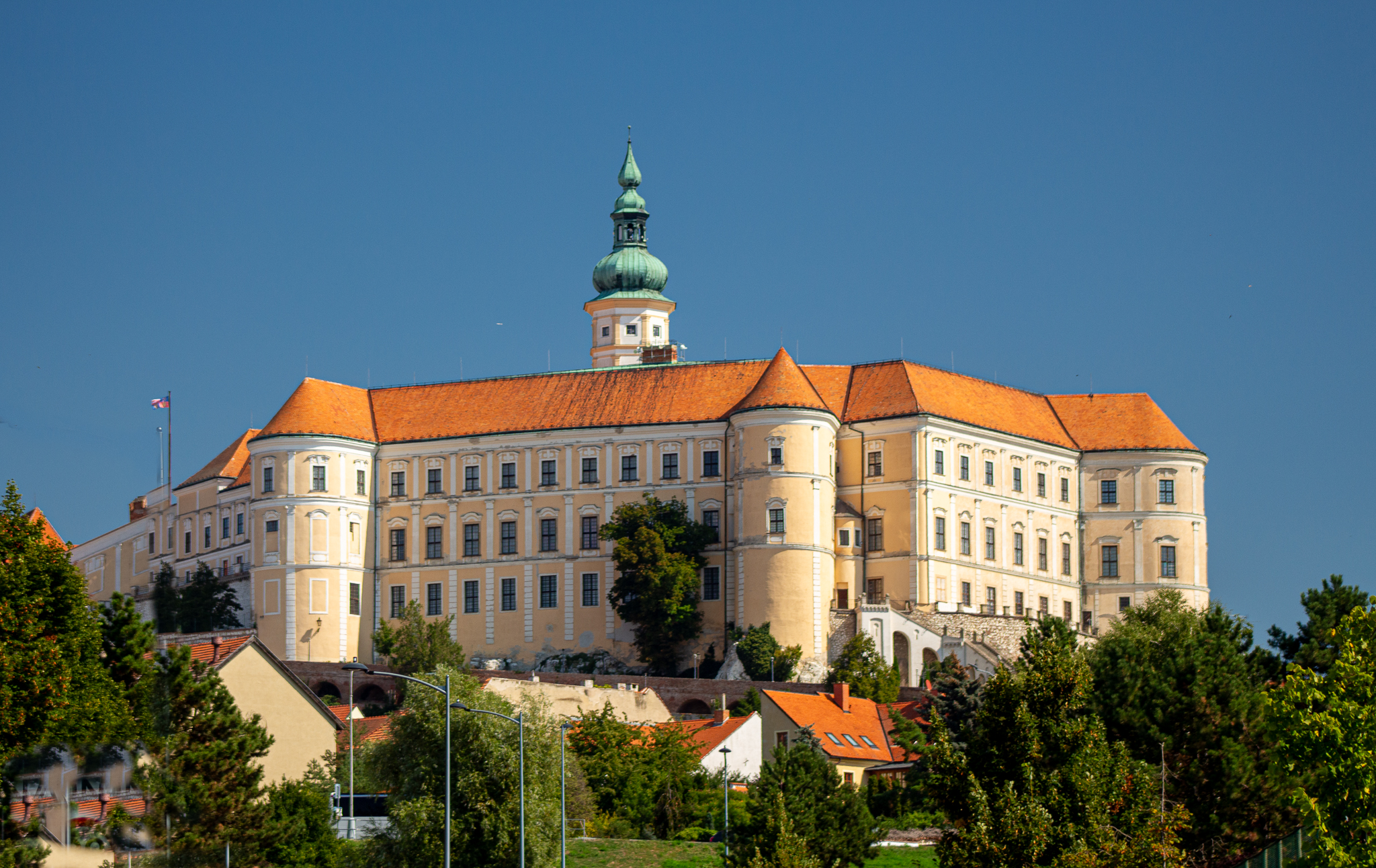
Schloss Mikulov

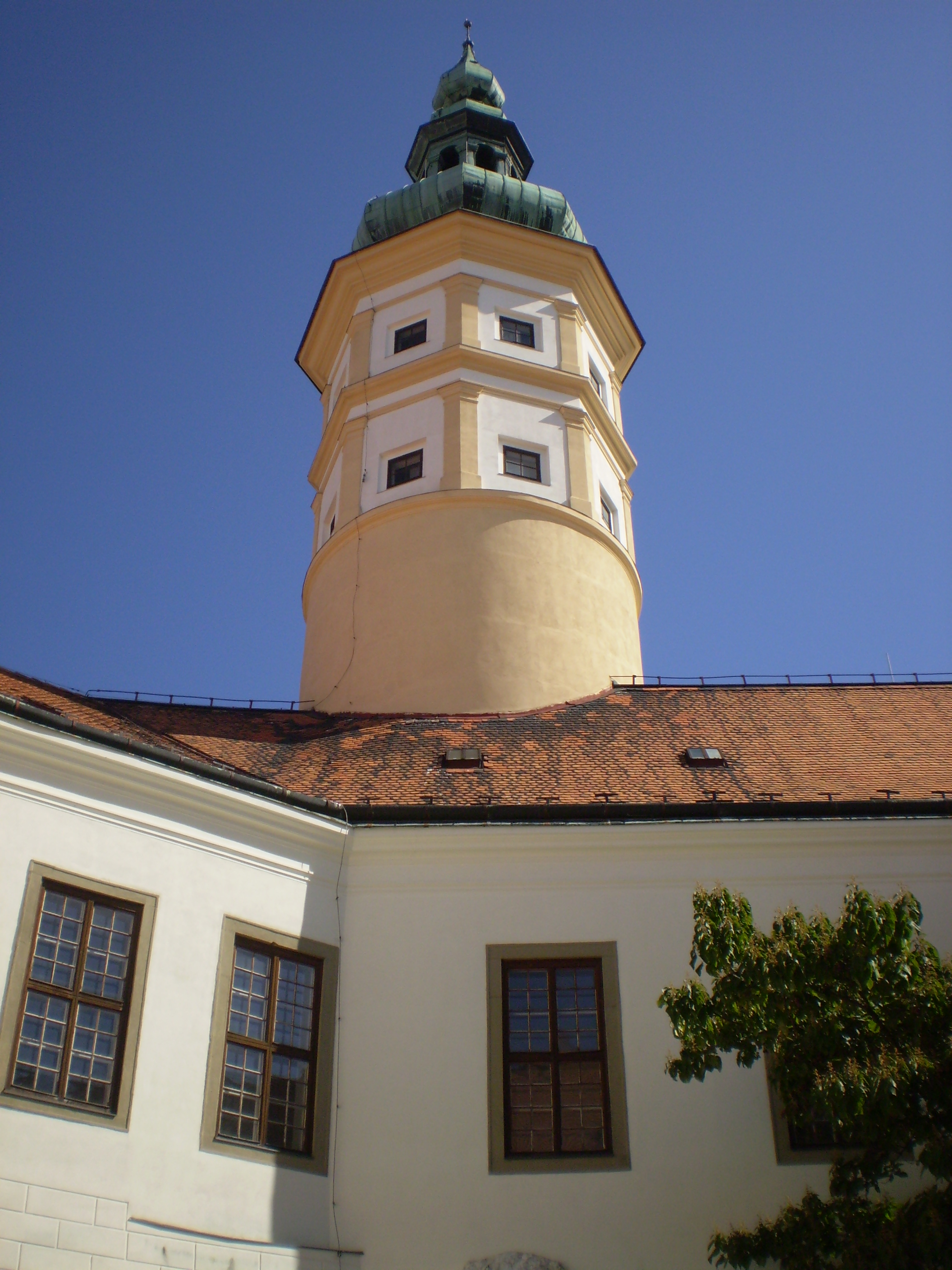
Der Schlossturm

Schloss Mikulov (deutsch Nikolsburg) liegt in der gleichnamigen Stadt Mikulov im Okres Břeclav, Tschechien. Es befindet sich auf einem Felshügel in direkter Nähe des Stadtzentrums.

## Geschichte

### Slawische Siedlung und im Besitz der Herren von Liechtenstein
Das Schloss steht an der Stelle einer slawischen Siedlung, an der seit Ende des 13. Jahrhunderts eine steinerne Burg stand. Diese Burg erweiterten später die Herren von Liechtenstein. Zu dieser Zeit war u. a. Heinrich Steinpeiss (auch Steinbeiss; † 1390) „Rr, Liechtensteinischer Burggraf zu Nikolsburg“ und Sohn des gleichnamigen Heinrich Steinpeiss (* 1351), der neben ihn noch zwei weitere Söhne zeugte: Nikolaus † 1364 sowie Friedrich, der die Stammlinie derer von Steinpeiss (österreichisches Adelsgeschlecht) weiterführen sollte.

### Dietrichstein und Mensdorff-Pouilly als Schlossherren
Das heutige Aussehen erhielt das Objekt durch einen großzügigen Umbau in den Jahren 1719–1730 durch Christian Alexander Oedtl unter den Fürsten von Dietrichstein, die das Schloss im 16. Jahrhundert erworben hatten.
Während des Deutschen Krieges war das Schloss das Hauptquartier des preußischen Königs Wilhelm I. und des preußischen Kanzlers Otto von Bismarck sowie des preußischen Generalstabs. Hier wurde am 26. Juli 1866 der Vorfrieden von Nikolsburg zwischen Preußen und Österreich geschlossen.
Die Tochter des Joseph Franz, 9. Fürst von Dietrichstein, Alexandrine (* 1824; † 1906), heiratete 1857 den kaiserlich-königlichen General der Kavallerie, Graf Alexander von Mensdorff-Pouilly (* 1813; † 1871), wodurch die Herrschaft Nikolsburg auf die Familie Mensdorff-Pouilly überging. Alexander wurde von Kaiser Franz Joseph 1868 in den österreichischen Fürstenstand mit dem Namen Fürst von Dietrichstein zu Nikolsburg, Graf von Mensdorff-Pouilly erhoben. Mit seinem Enkel Alexander Albert (* 1899; † 1964), der 1946 enteignet wurde, erlosch diese Linie.

### Schlossbrand am Ende des Zweiten Weltkrieges und heutige Nutzung
Am Ende des Zweiten Weltkrieges brannte das Schloss am 22. April 1945 infolge der Kampfhandlungen aus.
Heute befindet sich in den Räumen ein regionales Museum. Derzeit beherbergt das Museum unter anderem Ausstellungen zu den Themen Weinbau in Mähren, Spuren der Römer und Germanen in Mähren, sowie eine Ausstellung, welche das Leben in der Burg zur Zeit derer von Dietrichstein näher beleuchtet. Darüber hinaus besitzt das Museum eine bedeutende Sammlung wissenschaftlicher Instrumente aus der Zeit des 16. bis 19. Jahrhunderts. Im Weinkeller des Schlosses befindet sich ein Holzfass aus dem Jahr 1643 mit einem Fassungsvermögen von über 1000 Hektolitern.